# Burgena rookensis
Burgena rookensis là một loài bướm đêm trong họ Noctuidae.